# 富豪BZL
富豪BZL（英語：Volvo BZL）是富豪巴士開發的低地台單層／雙層電動巴士。富豪BZL於2021年推出，是富豪B5TL的後繼型。

## 各地的富豪BZL

### 英國
英国首批BZL为25辆单层版本，采用MCV车身。其于2023年2月交付捷达西苏格兰，并在艾爾郡投入服务。首批30辆双层版本BZL于同年5月起投放至捷达东部的剑桥停车换乘线路。捷达南部和第一南约克郡巴士也正在试用BZL样版车。
此外，伦敦巴士运营商Metroline订购了76辆单层BZL，将于2023年下半年起投入服务。捷达曼切斯特订购了150辆双层和20辆单层BZL，将于2024年开始运营，成为了捷达集团最大的零排放巴士订单。捷达伦敦也购入19辆单层版本，将于2023年尾起投入服务。

### 澳大利亚
澳大利亚第一辆BZL于2021年10月在沃尔沃位于布里斯班的澳大利亚总部对外展出，该车配有傲群车身。2022年2月至3月间有4辆配有傲群车身的BZL在珀斯投入服务。其后开始服役的BZL包括17辆Transdev Queensland的订单和2辆Transport for Brisbane车辆。

### 新加坡
新加坡陸路交通管理局试运营了一部BZL電動單層巴士，巴士採用SC Neustar City單層電動巴士車身，于2023年3月26日投入运营。试验期于2024年3月27日结束。

### 南美洲
在哥倫比亞，一辆採用马可波罗車身的沃尔沃BZL於2023年6月在首都波哥大，用於該市的TransMilenio快速公交系統，這是哥伦比亚首辆欧洲产巴士车型。
2023年10月31日起，一辆配有马可波罗車身的沃尔沃BZL于巴西庫里蒂巴两条线路开始试验。试验期结束后，该车将继续前往聖保羅和圣地亚哥进行试验。

## 图集

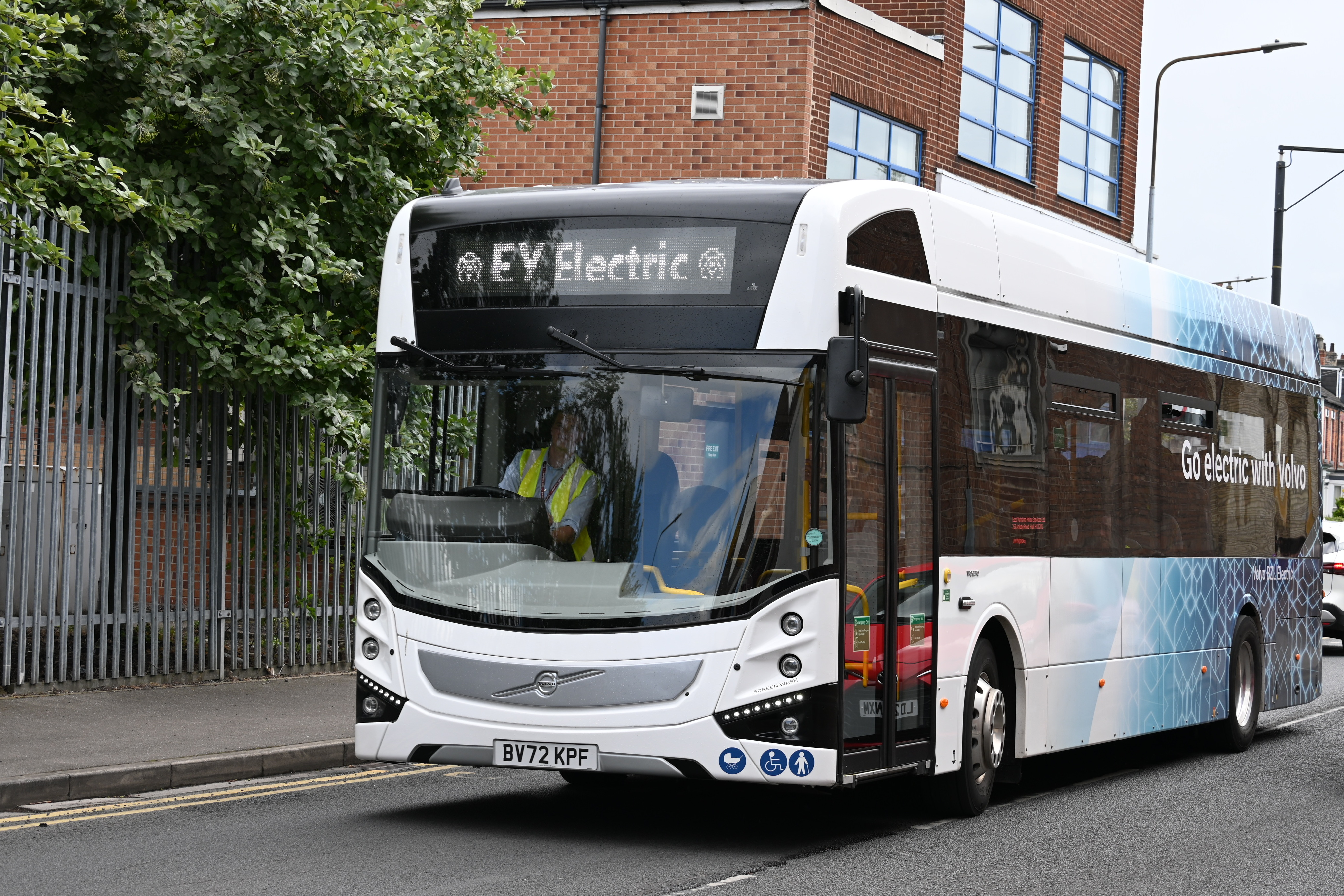
英国的富豪BZL单层样版车
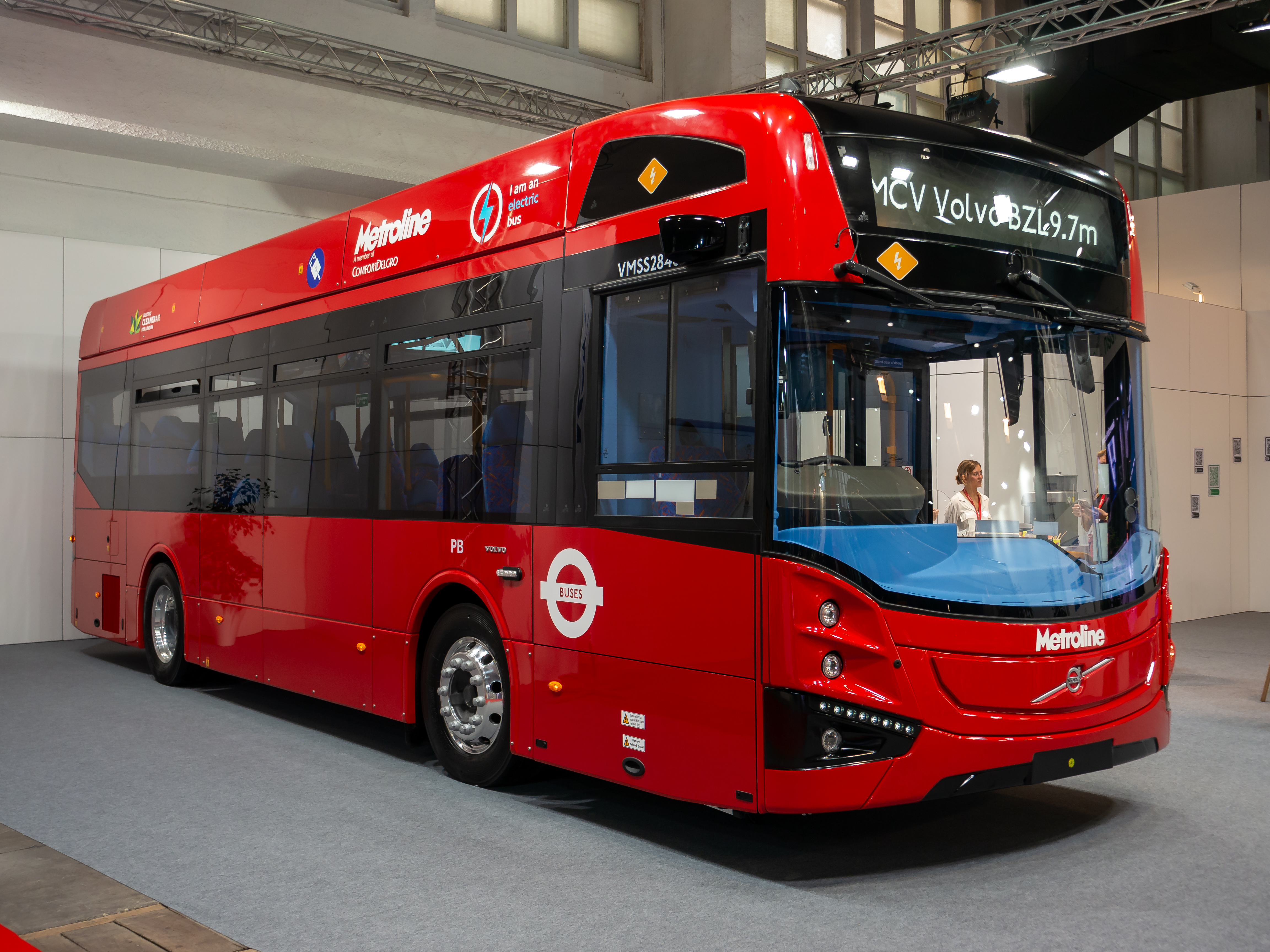
伦敦Metroline拥有的富豪BZL在布鲁塞尔的2023年世界客车博览会展出
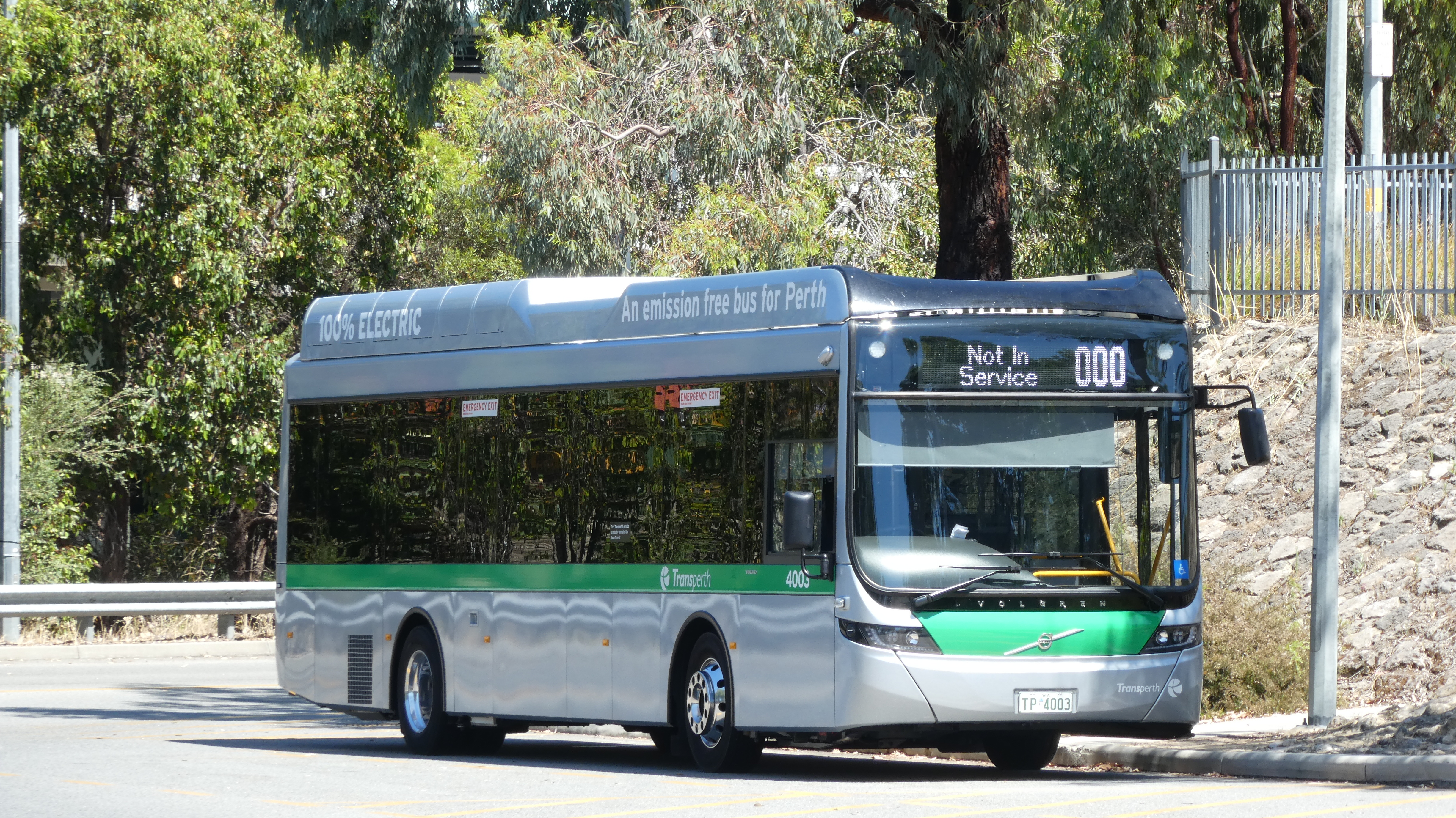
澳大利亚珀斯配有傲群车身的BZL
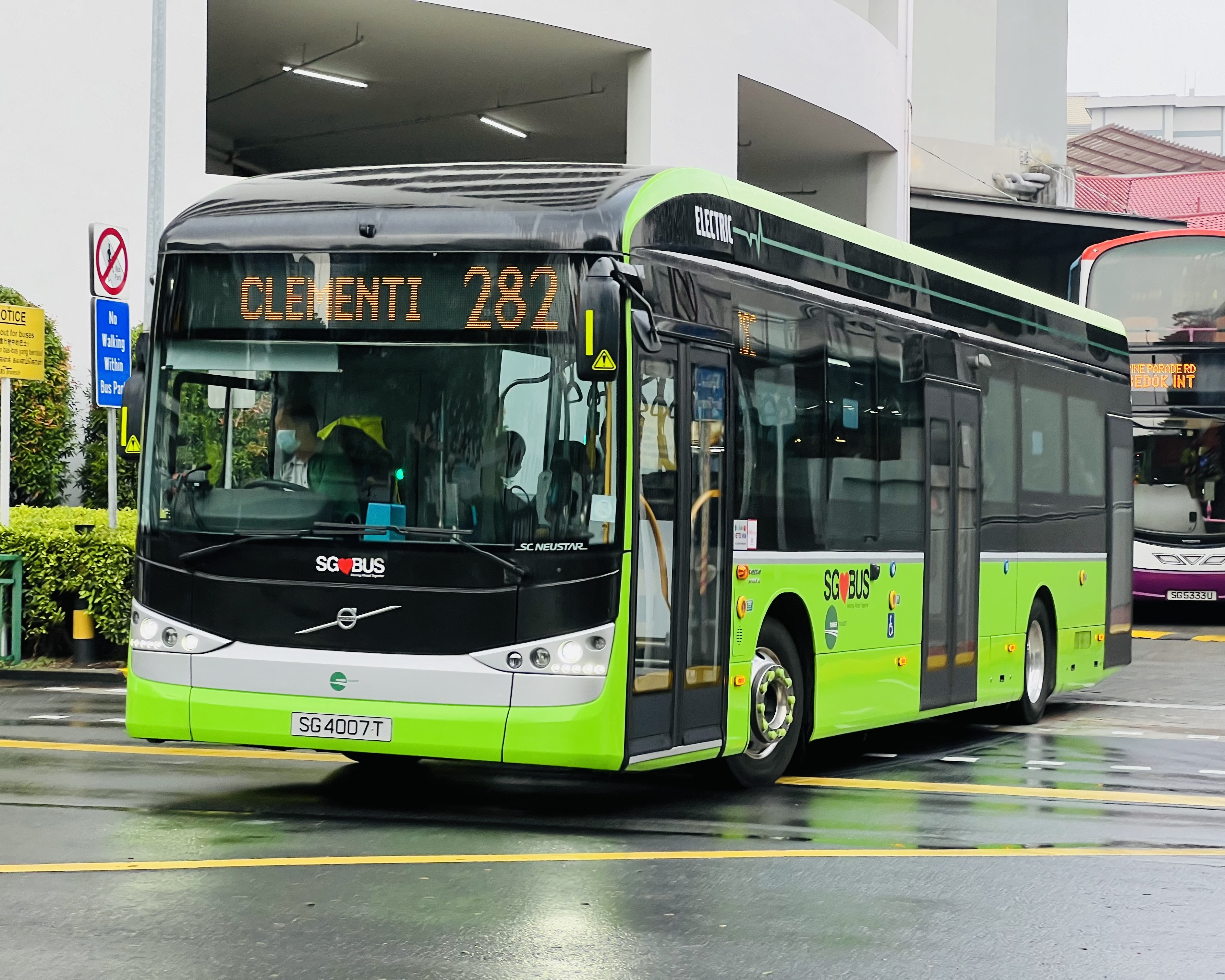
新加坡配有SC Neustar City车身的BZL

## 外部連結
- . Volvo Buses. （原始内容存档于2022-03-07）.
- . PR Newswire. 2021-09-27. （原始内容存档于2021-10-23）.